# 裾野市中央公園
裾野市中央公園（すそのしちゅうおうこうえん）は、静岡県裾野市にある都市公園（地区公園）である。裾野市の中央を南北に流れる黄瀬川と愛鷹山から流れる佐野川の合流地点に位置し、五竜の滝を中心に公園が広がっている。園内にはその他に国の重要文化財に指定された旧植松家住宅や太鼓橋、吊り橋などの景勝に富んでおり、古くから東海の名園として親しまれている。なお、こどもの日前後には、滝つぼの上に鯉のぼりが吊るされ、5月には五竜みどりまつりが開催される。

## 沿革
東海道線佐野駅(現：御殿場線裾野駅)開業後の1891年（明治24年）五龍館佐野ホテルとして開業し、中央公園は当時、佐野瀑園と呼ばれた。皇太子時代の大正天皇や昭和天皇が来訪されたり、若山牧水や新田次郎など多くの文人に親しまれた景勝地である。1958年（昭和33年）9月26日の狩野川台風により、当時の吊り橋が流され、建物は取り壊された。その後、1971年（昭和46年）頃から復活の機運が高まり、管理者である大蔵省と裾野市により無償貸付契約を締結した。
　1974年（昭和49年）6月1日の開園後も、5ヵ年計画で整備・拡張を行い、約20,000平方メートルの敷地内に、国指定文化財「旧植松家住宅」、しょうぶ園、広場、展望台、管理棟、駐車場、太鼓橋、あずま屋、休憩所、五竜のかけ橋（つり橋）、夢の橋（太鼓橋）を整備し、現在の形となった。

## 歴史
- 1974年（昭和49年2月27日）　大蔵省と無償貸付契約締結
- 1974年（昭和49年3月）　工事着工

- 1974年（昭和49年6月）　開園
- 1978年（昭和53年3月）　吊り橋完成。公募により「夢の吊り橋」と命名される。

## 公園内の施設
- 五竜の滝
- 旧植松家住宅

## 施設案内
- 営業時間　8時30分〜17時（4/1～9/30）[2][1]、8時30分〜16時（10/1～3/31）[1][2]
- 休園日　　年末年始(12/29～1/3)[1][2]
- 入園料　　無料[1][2]
- 駐車場　　約50台(バス用駐車場あり)※閉園時間中は施錠[1][2]
- 団体利用　利用申請書を提出する必要あり[1]

## アクセス
- 東海旅客鉄道(JR東海)御殿場線裾野駅から徒歩26分（約2km）[2]
- 東名高速道路裾野インターチェンジから車で約10分（車で国道246号裾野バイパス千福南交差点を曲がりすぐ）[2]
- 富士急シティバス須山線または裾野市自主運行バス裾野市内循環線（青葉台・千福が丘ルート）「中央公園入口」停留所から徒歩約6分。
  - なお、裾野市内循環線（青葉台・千福が丘ルート）は月・火・木曜日のみ運行。土日祝日とお盆休み、年末年始は運休。